# Ejército Popular de Liberación de Turquía
El Ejército Popular de Liberación de Turquía (en turco Türkiye Halk Kurtuluş Ordusu o THKO) fue una organización armada proveniente de Turquía. Fue fundado en la Universidad Técnica de Medio Oriente en Ankara, Turquía en 1970 por Hüseyin İnan, Yusuf Aslan, Sinan Cemgil, Deniz Gezmiş, Taylan Özgur y Cihan Alptekin.

## Metas
El THKO era de la opinión de que se había vuelto imposible continuar la lucha por la independencia y la democracia dentro del marco legal en Turquía. La organización luchó por una "revolución nacional democrática". La tesis principal del THKO fue:
1. La revolución con el objetivo de una Turquía completamente independiente y verdaderamente democrática se realizaría a través de una lucha basada en las áreas rurales y una política de fuerza bajo el mando del entendimiento del frente nacional.
2. La guerra popular debe llevarse a cabo sobre la base de la alianza del proletariado, el campesinado y la pequeña burguesía
3. El partido de la clase obrera y el Ejército Popular debe ser considerado como las dos organizaciones básicas de la guerra popular
4. Estas dos organizaciones se construirían durante el período de guerra con base en la participación de las masas
5. El THKO era una organización única, que desempeñaba las funciones de ambas organizaciones simultáneamente.

## Actividad
Las actividades de la organización comenzaron en enero de 1971. El THKO llevó a cabo varios ataques de alto perfil. Por ejemplo, el 27 de marzo de 1972, el THKO secuestró a tres ingenieros de la OTAN (dos británicos y un canadiense) que trabajaban en una base de radar en Ünye. El secuestro se perpetró en cooperación con otra organización: el Partido-Frente Popular de Liberación de Turquía (THKP-C). Los secuestradores intentaron esconderse en el pueblo de Kızıldere, pero fueron descubiertos por las autoridades que rodearon su escondite. En el tiroteo, los rehenes y los diez secuestradores fueron asesinados.
El 22 de octubre de 1972, cuatro estudiantes pertenecientes al THKO secuestraron un avión turco con 69 pasajeros a bordo después del despegue desde Ankara. El avión se vio obligado a cambiar su curso y finalmente aterrizó en Sofía, Bulgaria. Durante el secuestro, un pasajero y un piloto resultaron heridos y se les permitió abandonar el avión junto con las mujeres que fueron liberadas con sus hijos. Los cuatro secuestradores exigieron la liberación de todos los presos políticos en Turquía, pero después de un solo día se rindieron a las autoridades búlgaras.

## División
El THKO quedó en mal estado después del asesinato de Sinan Cemgil, Kadir Manga, Alpaslan Özdoğan en Nurhak; Cihan Alptekin y Omer Ayna en Kizildere; y después de la ejecución de Deniz Gezmiş, Yusuf Aslan y Hüseyin İnan el 6 de mayo de 1972. Sin embargo, la organización se mantuvo activa durante los años setenta.
Los presos que se beneficiaron de la amnistía política de 1974 y los cuadros del THKO que estaban fuera de la cárcel constituían un Comité Central Temporal. Después de la formación del CCT surgieron diferencias internas. Un grupo desarrolló políticas defendidas por el Partido Comunista de China y el Partido del Trabajo de Albania y fundó el Partido Comunista Revolucionario de Turquía (TDKP); otro grupo se adhirió a la tendencia del Partido Comunista de la Unión Soviética y fundaron el Partido Comunista del Trabajo de Turquía (TKEP). Un tercer sector se refundó como Ejército Popular de Liberación de Turquía-Camino Revolucionario de Turquía.